# Was diese Frau so alles treibt
Was diese Frau so alles treibt (Originaltitel: The Thrill of It All) ist eine US-amerikanische Filmkomödie mit James Garner und Doris Day aus dem Jahr 1963.

## Handlung
Beverly Boyer, die Gattin des Frauenarztes Dr. Gerald Boyer, kümmert sich als Hausfrau um die gemeinsamen Kinder Andy und Maggie. Geralds Rat verhilft seiner Patientin Mrs. Fraleigh zu einer lang ersehnten Schwangerschaft, weshalb sie das Ehepaar Boyer zu einem formellen Abendessen einlädt. Dort macht es die Bekanntschaft von Mr. Fraleigh und dessen Vater, dem Familienpatriarchen Old Tom Fraleigh, der die Seifenmarke „Happy“ produziert und in den Pausen eines Fernsehspiels bewerben lässt. Verärgert über die laszive Atmosphäre der bisherigen Werbebotschaften und angetan von Beverlys natürlichem Charme, macht er ihr das Angebot zu einem großzügig entlohnten Fernsehauftritt, das sie annimmt. Das Fernsehspiel des Sponsors und die von Beverly zu bestreitende Werbepause werden live gesendet, unvorbereitet steht sie im Studio und wird vom Zeichen zu ihrem Einsatz überrascht. Leicht konsterniert blamiert sie sich mit einer peinlichen Begrüßung und einem unbeholfenen Auftritt, der von einem unverhohlenen Amüsement der Studiobelegschaft begleitet wird. Gekränkt und gedemütigt will sie es bei dieser Erfahrung belassen.
Der Kritiker einer Tageszeitung indes lobt ihre Vorstellung, was Old Tom Fraleigh dazu bewegt, ihr ein dauerhaftes Engagement mit exorbitanter Entlohnung anzubieten. Gerald versucht Beverly zunächst davon abzubringen, wird von ihr aber an seine frühere Forderung erinnert, dass Frauen sich nicht auf den Haushalt beschränken sollten. Nach ihrem Auftritt wird Beverly von der Einladung zu einer anschließenden Party überrascht, bei der sie von Mitarbeitern des Sponsors und der Sendeanstalt begeistert aufgenommen wird. Zuhause führt ihr Fehlen jedoch zu Irritationen und der fristlosen Kündigung der Haushälterin Olivia. Beverlys zunehmende Beliebtheit erhöht ihr Arbeitspensum, neben Foto- und Filmaufnahmen wird sie auch noch für einen zweiten, wöchentlichen Sendetermin verpflichtet. Darunter leidet das Familienleben, zudem ist die neue Haushälterin Magdalena mit ihren sprachlichen Defiziten keine große Hilfe. Die Situation eskaliert, als der Sponsor ohne Beverlys Wissen einen Pool im Garten der Familie bauen lässt, in den der ahnungslose Gerald seinen Wagen fährt, worauf er im Streit das Haus verlässt und die Nacht im Hotel verbringt. Anderntags beginnt er damit, eine Affäre mit seiner Assistentin Ms. Thompson zu inszenieren. Beverly reagiert eifersüchtig und verunsichert.
Nach einem missglückten Fernsehauftritt hofft sie auf eine Aussprache mit Gerald und erwartet ihn auf einer Party des Sponsors. Als bei Mrs. Fraleigh die Wehen einsetzen, macht sie sich zusammen mit ihrem Mann und Beverly auf den Weg ins Krankenhaus. Gerald ist inzwischen auf der Party eingetroffen, erfährt die neue Entwicklung und macht sich auf den Rückweg. Beide Parteien nehmen allerdings unterschiedliche Routen. Während Gerald im Krankenhaus ankommt, bleiben die Fraleighs und Beverly im Verkehrsstau stecken. Mit Hilfe einer berittenen Polizeistreife gelangt Gerald noch rechtzeitig zu seiner Patientin und entbindet sie mit Beverlys Hilfe von einer Tochter. Das wieder versöhnte Ehepaar plant nun selbst weiteren Nachwuchs.

## Hintergrund
Produziert wurde Was diese Frau so alles treibt von Ross Hunter, der zuvor bereits mehrere Liebeskomödien mit Doris Day und Rock Hudson geschaffen hatte. Obwohl Garner damit eine neue Besetzung an Days Seite war, wurde er von Kritikern gelobt – insbesondere für die Szene, in welcher er mit einem 1958er Chevrolet Impala in den Swimmingpool fährt. Das Drehbuch verfasste Carl Reiner, der sich hierin über die Werbeindustrie, das Fernsehen und die gehobene New Yorker Gesellschaft lustig machen wollte. Reiner übernahm auch einen Cameo-Auftritt: In den Fernsehsegmenten spielt er jeweils den Schurken, der die Frau jede Woche mit jeweils fast denselben Worten bedroht.
Der Name des neuen Hausmädchen der Boyers ist in der deutschen Synchronfassung Magdalena, sie ist hier eine Italienerin mit schwerem Akzent. Im Original ist die von Lucy Landau gespielte Haushälterin dagegen eine Deutsche mit Namen Frau Goethe. Der US-Originalton enthält deshalb auch von Doris Day auf Deutsch gesprochene Sätze.

## Kritiken
Das Lexikon „Filme im Fernsehen“ beschreibt Doris Day und James Garner als „brillantes Gespann in einer unterhaltsamen, gagsicheren Komödie“. Der Film wurde mit drei Sternen bedacht und damit als „sehr gut“ befunden.
Für das Lexikon des internationalen Films war der Film „[e]in turbulentes Lustspiel“, aber insgesamt eine „[a]nspruchslose Komödie, die gefällige Unterhaltung liefert“. Prisma meinte, dass Regisseur Jewison „mit diesem Werk ein Klassiker der Hollywood-Komödie“ gelungen sei. „Dank vieler guter Einfälle und Szenen – vom Auto im Swimmingpool bis zur Geburt im stecken gebliebenen Wagen – ist dies optimale Unterhaltung“, lautete das Fazit.

## Auszeichnungen
- 1964: Nominiert für den Preis der Writers Guild of America in der Kategorie „Best Written American Comedy“: Carl Reiner (Drehbuch)
- 1964: Nominiert für den Golden Laurel Award: Arlene Francis als Mrs. Fraleigh